# Associação de Nações do Sudeste Asiático
A Associação de Nações do Sudeste Asiático (ASEAN) é uma organização intergovernamental regional que compreende dez países do sudeste asiático, que promove a cooperação intergovernamental e facilita a integração econômica, política, de segurança, militar, educacional e sociocultural entre seus membros e outros países da Ásia.
A ASEAN também envolve regularmente outros países da região Ásia-Pacífico e além. Principal parceira da Organização de Cooperação de Xangai, a ASEAN mantém uma rede global de alianças e parceiros de diálogo e é considerada por muitos como uma potência global, a união central para cooperação na Ásia-Pacífico e uma organização importante e influente. Ela está envolvida em vários assuntos internacionais e hospeda missões diplomáticas em todo o mundo. O Secretariado da ASEAN está localizado em Jacarta, na Indonésia.

## Histórico
No dia em que ocorreu a primeira conferência da ASEAN, em Fevereiro de 1976, foi assinado o Tratado de Amizade e Cooperação, onde vinham descritos os princípios a ser seguidos pelas nações aderentes. Entre eles constam o respeito mútuo pela independência, soberania, igualdade, integridade territorial e identidade nacional e o direito de cada nação de se guiar livre de interferência, subversão ou coerção exterior. Ficou também definido nesse tratado que nenhuma nação deve interferir nos assuntos internos dos restantes, que os desentendimentos devem ser resolvidos de forma pacífica, que deve haver uma renúncia ao uso da força e uma efetiva cooperação entre todos.
Em 1992, os países participantes decidiram transformá-la em zona de livre-comércio, a ser implantada gradativamente até 2008. Foi fundada originalmente pela Tailândia, Indonésia, Malásia, Singapura e Filipinas.
A nível econômico, desde a fundação da ASEAN e através de vários tratados, cresceram bastante as trocas comerciais entre os estados membros. Em 1992 foi criada a uma zona de comércio livre de modo a desenvolver a competitividade da região, que assim passou a funcionar como um bloco unido. O objectivo foi o de promover uma maior produtividade e competitividade. A nível de relações externas, a prioridade da ASEAN é fomentar o contacto com os países da região Ásia-Pacífico, mas foram também estabelecidos acordos de cooperação com o Japão, China e Coreia do Sul. Atualmente a organização é patrocinada por 134 empresas multinacionais e tem acordos militares e econômicos com os EUA. Tentou-se realizar um acordo com os EUA sob sigilo para desregulamentar os mercados.

## Políticas
Além de consultas e consenso, os processos de reuniões e decisão da ASEAN podem ser entendidos mais facilmente em termos das Faixas I e II. A Faixa I refere-se à prática da diplomacia entre os canais do governo. Os participantes se apresentam como representantes de seus respectivos estados e refletem as posições oficiais de seus governos durante as negociações e discussões. Todas as decisões oficiais são feitas na Faixa I. Portanto, "A Faixa I refere-se a processos intergovernamentais". A Faixa II difere ligeiramente da faixa I, envolvendo os grupos da sociedade civil e outros indivíduos com várias ligações que trabalham ao lado de governos. Esta faixa permite aos governos discutir temas polêmicos e testar novas ideias sem fazer declarações oficiais ou compromissos vinculativos, e, quando necessário, recuar nas posições.
Apesar de os diálogos da Faixa II serem por vezes citados como exemplos do envolvimento da sociedade civil no processo de tomada de decisão regional por parte dos governos e outros atores da segunda faixa, as ONGs raramente têm acesso a esta faixa, enquanto os participantes da comunidade acadêmica exercem algum tipo de participação. No entanto, estes grupos de reflexão são, na maioria dos casos, muito ligados aos seus respectivos governos, e dependentes de financiamento público para suas atividades acadêmicas e políticas, e muitos que trabalham na Faixa II têm experiência burocrático anterior. As suas recomendações, especialmente na integração econômica, são muitas vezes mais parecidas com as decisões da ASEAN que o resto das posições da sociedade civil.
A faixa que atua como um fórum da sociedade civil no sudeste da Ásia é chamada de Faixa III. Os participantes da Faixa III são geralmente grupos da sociedade civil que representam uma determinada ideia ou marca. As redes da Faixa III pretendem representar as comunidades e pessoas que são marginalizadas dos centros de poder político e incapazes de alcançar uma mudança positiva sem assistência externa. Esta faixa tenta influenciar as políticas governamentais indiretamente por lobby, gerando pressão através da mídia. Os atores da terceira faixa também organizam e/ou participam de reuniões, bem como conferências, para obter acesso aos oficiais da Faixa I.
Enquanto as reuniões e interações da Faixa II com os atores da Faixa I têm aumentado e intensificado, raramente o resto da sociedade civil tem tido a oportunidade de interagir com a Faixa II. Aqueles com ligações com a Faixa I têm sido ainda mais raros. Olhando para as três faixas, está claro que, até agora, a ASEAN tem sido gerida por oficiais do governo que, na medida em que os assuntos da ASEAN estão em causa, são responsáveis apenas perante seus governos e não o povo. Em uma palestra por ocasião do 38 º aniversário da ASEAN, o histórico presidente indonésio, Dr. Susilo Bambang Yudhoyono admitiu: "Todas as decisões sobre tratados e zonas de livre comércio, declarações e planos de ação, são feitas por chefes de Governo, ministros e altos oficiais. O fato é que entre as massas, há pouco conhecimento, muito menos apreço, das iniciativas de grande porte que a ASEAN está tomando em seu nome".

## Relações Externas

### Iniciativa de Chiang Mai
Em 24 de março de 2010, os dez membros da ASEAN, juntamente com a República Popular da China, o Japão e a Coreia do Sul (grupo denominado ASEAN Plus Three) instituíram um arranjo de swap lastreado em fundo conjunto de reservas cambiais com capital de USD 120 bilhões.
O arranjo sucedeu negociações do ASEAN Plus Three iniciadas em 2000, durante a conferência anual do Banco Asiático de Desenvolvimento, realizada na cidade tailandesa de Chiang Mai.
Em 2012, o fundo foi expandido para USD 240 bilhões.

## Membros

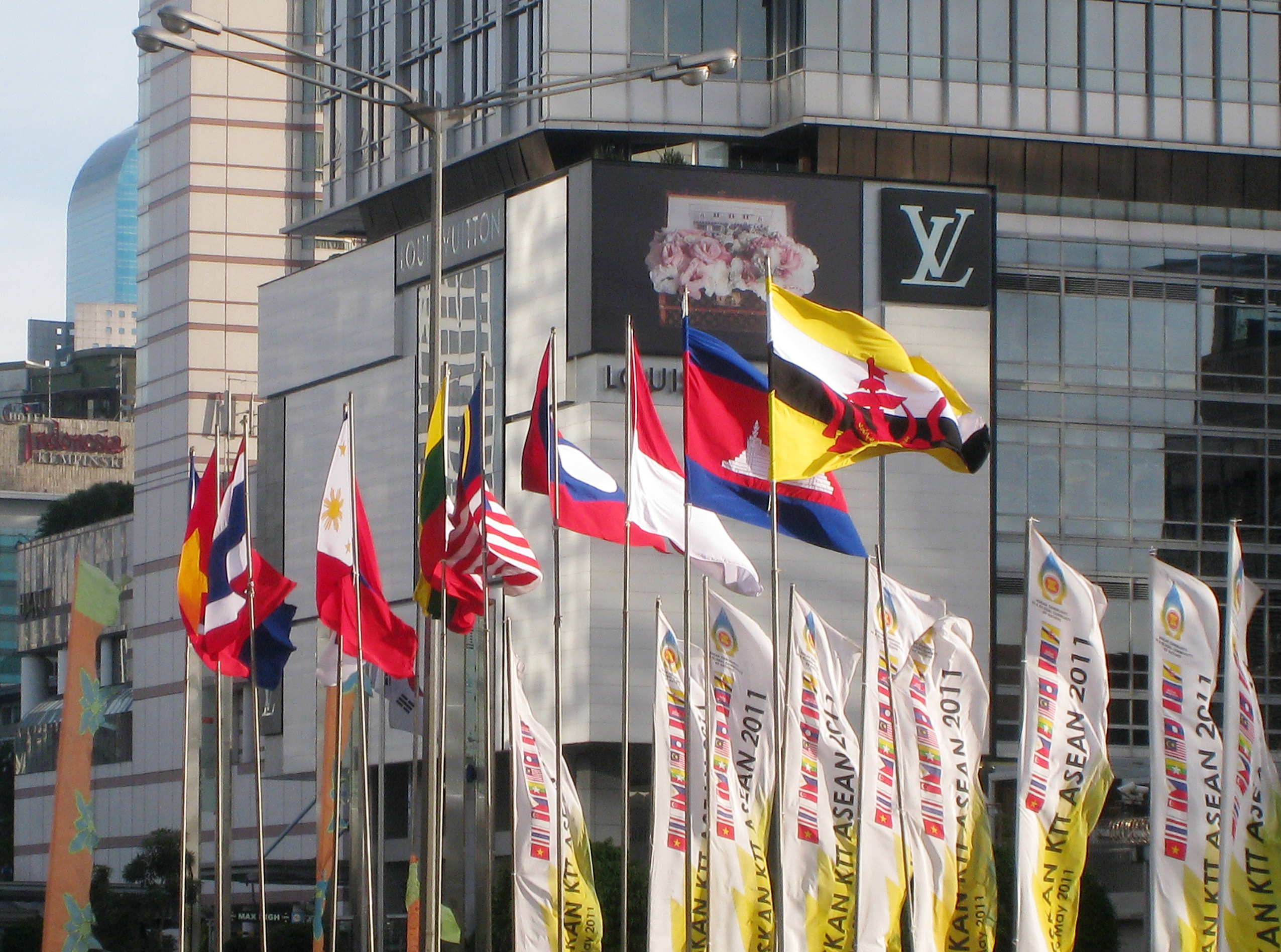
Bandeiras das nações da ASEAN

### Membros plenos
Os atuais membros da ASEAN são, por ano de adesão:
- Tailândia (1967)
- Filipinas (1967)
- Malásia (1967)
- Singapura (1967)
- Indonésia (1967)
- Brunei (1984)
- Vietname (1995)
- Myanmar (1997)
- Laos (1997)
- Camboja (1999)

### Membros observadores
- Papua-Nova Guiné
- Timor-Leste[17]